# Pic Culebra
Pour les articles homonymes, voir Culebra.
Le pic Culebra, en anglais Culebra Peak, est un sommet montagneux américain dans le comté de Costilla, au Colorado. Il culmine à 4 282 mètres d'altitude dans le chaînon Culebra.